# Мишов, Александр
Александр Мишов (макед. Александар Мишов; род. 21 июля 1998, Кавадарци) — северомакедонский футболист, нападающий клуба «Тиквеш».

## Карьера
Футбольную карьеру начал в составе клуба «Тиквеш».
В 2015 году подписал контракт с клубом «Академия Пандева».
В 2023 году перешёл в грузинский клуб «Самтредиа».
В июле 2024 года подписал контракт с клубом «Туран» Туркестан. 4 августа 2024 года в матче против клуба «Астана» дебютировал в казахстанской Премьер-лиге (1:2).

## Достижения
«Академия Пандева»
- Победитель второй лиги Северной Македонии: 2016/2017
- Обладатель Кубка Северной Македонии: 2018/19

## Клубная статистика
| Игровая карьера | Игровая карьера  | Игровая карьера | Лига | Лига | Кубок | Кубок | Межд. | Межд. | Др. | Др. |
| --------------- | ---------------- | --------------- | ---- | ---- | ----- | ----- | ----- | ----- | --- | --- |
| 2017/18         | Академия Пандева | А               | 28   | 2    | 3     | 1     | —     | —     | —   | —   |
| 2018/19         | Академия Пандева | А               | 10   | 2    | 1     | 0     | —     | —     | —   | —   |
| 2020/21         | Борец (Велес)    | А               | 9    | 4    | —     | —     | —     | —     | —   | —   |
| 2021/22         | Тиквеш           | А               | 28   | 1    | —     | —     | —     | —     | —   | —   |
| 2022/23         | Тиквеш           | А               | 27   | 7    | —     | —     | —     | —     | —   | —   |
| 2023            | Самтредиа        | А               | 16   | 8    | 1     | 0     | —     | —     | 2   | 1   |
| 2023/24         | Этыр             | А               | 6    | 0    | —     | —     | —     | —     | —   | —   |
| 2024            | Туран            | А               | 12   | 1    | —     | —     | —     | —     | —   | —   |